# Leonberg, Tirschenreuth
Leonberg là một đô thị ở huyện Tirschenreuth bang Bayern, Đức.